# Iver Holck
Iver lensbaron Holck (14. august 1701 – 31. december 1781 i Ålborg) var lensbaron og stiftamtmand.
Han var søn af oberstløjtnant Frederik Christian baron Holck til Holckenhavn og Mette Margrethe født Rosenkrantz og blev født 14. august 1701. Han uddannede sig inden- og udenlands til "at tjene Gud, Kongen og Fædrelandet", blev 1731 kammerjunker, 1732 kammerjunker hos dronning Sophie Magdalene, 1736 stiftamtmand over Aalborg Stift samt amtmand over Aalborg Amt, 1741 Ridder af Dannebrog, 1749 af l'union parfaite, samme år gehejmeråd, 1764 gehejmekonferensråd og tog 1773 sin afsked og døde i Ålborg 31. december 1781.
1777 efterfulgte han sin brodersøn i besiddelsen af Baroniet Holckenhavn, der efter hans død gik over til en anden brodersøns søn, da han selv ingen børn havde med sin hustru, Anne Sophie f. baronesse Juul (28. august 1707, gift 9. oktober 1739, død 14. marts 1788), datter af Ove Henrik baron Juul til
Baroniet Rysensteen og Ide Anne f. Rantzau. En fuldmægtigs rejste uden at aflægge regnskab. Det voldte Holck en del bryderier og foranledigede nedsættelsen af en kommission til at undersøge
stiftsøvrighedens regnskaber; men Holcks hæderlighed og redelighed blev næppe omtvistet.